# شکتر
شکتر (انگلیسی: Schecter) شرکت تجهیزات موسیقی آمریکایی است، که در سال ۱۹۷۶ تأسیس شد.